# Annemie Van De Casteele
Anne-Marie (Annemie) Van De Casteele est une femme politique belge flamande, née le 15 mai 1954 membre de l'OpenVLD, transfuge de SPIRIT.
Elle est licenciée en sciences pharmaceutiques et en sciences politiques et administratives (UGent). Elle est pharmacienne. 
Elle fut membre du CA de l' Office national du Ducroire (93-95) et 
du CA du Centre pour l'égalité des chances et le lutte contre le racisme (93-98).

## Fonctions politiques
- 1983-1999 : conseillère communale d'Affligem
- 1995-2003 : membre de la Chambre des représentants 
  - présidente du groupe VU (95-99)
- 2001-2002 : présidente de SPIRIT
- 2003-2007 : sénatrice élue directe